# Celeus galeatus
Celeus galeatus е вид птица от семейство Picidae. Видът е световно застрашен, със статут Уязвим.

## Разпространение
Видът е разпространен в Аржентина, Бразилия и Парагвай.